# Banco Nacional de la República Kirguisa
El Banco Nacional de la República Kirguisa (en kirguís: Кыргыз Республикасынын Улуттук Банкы, en ruso: Kyrgyz Respublikasynyn Uluttuk Banky) es el banco central de Kirguistán. Fue creado a partir de la independencia del país, en 1991. La institución promueve políticas de desarrollo para lograr una inclusión financiera y es miembro de la Alianza para la Inclusión financiera.
Alexandr Kremer ha sido su gobernador y representante en el Banco Mundial desde septiembre de 2010.
En diciembre de 2013, el banco publicó un borrador con las enmiendas legales relacionadas con el derecho antitrust, competencia y protección al consumidor frente a los bancos comerciales, entidades financieras e industrias de crédito, según Cistran Finance.

## Moneda
En 2013, el Banco Nacional de la República del Kirguistán hizo un homenaje al Día de la Independencia emitiendo tres monedas coleccionables, entre las que se encuentran la serie Saimaluu Tash de plata, cobre y níquel, los Monumentos de historia y arquitectura y una serie de plata denominada Adelia, en el Libro rojo de la moneda de Kirguistán.